# Tô Lan Phương
Tô Lan Phương (sinh ngày 26 tháng 8 năm 1948) là nữ ca sĩ nổi tiếng với dòng nhạc cách mạng Việt Nam.

## Tiểu sử
Tô Lan Phương sinh ngày 26 tháng 8 năm 1948 tại xã Nghĩa Trụ, huyện Văn Giang, tỉnh Hưng Yên. Bà sinh ra trong một gia đình giàu truyền thống cách mạng và yêu nghệ thuật. Ông nội của bà là nhà cách mạng Tô Hiệu, người từng bị giặc Pháp bắt giam trong Nhà tù Sơn La, mẹ là nghệ sĩ đàn tam thập lục của Đài Tiếng nói Việt Nam.

## Sự nghiệp
Khi mới 10 tuổi, Tô Lan Phương đã gia nhập Đội Sơn ca của Đài tiếng nói Việt Nam và đã nổi trội khi còn rất trẻ. Năm 1967, Tô Lan Phương tốt nghiệp loại xuất sắc hệ trung cấp thanh nhạc tại Trường Âm nhạc Việt Nam (nay là Học viện Âm nhạc Quốc gia Việt Nam) và được nhà trường cử đi học 7 năm ở Nhạc viện quốc gia Bình Nhưỡng (Triều Tiên). Nhưng bà đã bỏ lại cơ hội đó để tham gia vào Đoàn Văn công Giải phóng miền Nam – trực thuộc Ban Tuyên huấn Trung ương Cục miền Nam, xung phong lên đường vào Chiến trường B2 phục vụ cho bộ đội chiến sĩ.
Từng có một đại đội thuộc Sư đoàn 9 vùng Đông Nam Bộ mang phiên hiệu Đại đội Tô Lan Phương vì các chiến sĩ thuộc đại đội rất yêu mến và say đắm tiếng hát của bà nên đã lấy tên bà đặt cho tên đại đội.
Sau ngày Thống nhất năm 1975, Tô Lan Phương công tác tại Đoàn Nghệ thuật Ca múa nhạc Bông Sen Thành phố Hồ Chí Minh, bà tiếp tục tham gia các Hội thi âm nhạc trong nước cũng như quốc tế và đã giành được nhiều giải thưởng cao quý. Năm 1981, bà được kết nạp vào Hội Âm Nhạc Thành phố Hồ Chí Minh. Năm 1984, bà được phong tặng danh hiệu Nghệ sĩ ưu tú trong đợt phong thưởng danh hiệu đầu tiên. Những năm tháng sau này, Tô Lan Phương sống thầm lặng cùng chồng tại Thành phố Hồ Chí Minh và chỉ biểu diễn tại một số buổi lễ kỷ niệm lớn của dân tộc trong thập niên 2000 và rất ít khi xuất hiện trước công chúng từ thập niên 2010. Phải đến hơn 30 năm sau, vào năm 2019, trường hợp của bà mới được nhạc sĩ Đỗ Hồng Quân – chủ tịch Hội nhạc sĩ Việt Nam chú ý tới và làm hồ sơ để bà được phong tặng danh hiệu Nghệ sĩ nhân dân.

## Các bài hát nổi bật
- Đường tàu mùa xuân (Phạm Minh Tuấn)
- Xuân chiến khu (Xuân Hồng)
- Khát vọng mùa xuân (Huy Du)
- Lời anh vọng mãi ngàn năm (Vũ Thanh)
- Câu hát bông sen (Thanh Trúc)
- Khúc hát người Hà Nội (Trần Hoàn)
- Đi tới những chân trời (Xuân Giao)
- Anh lính tình nguyện và điệu múa Ap-sa-ra (Minh Quang)

## Giải thưởng
- Năm 1976: Huy chương vàng Hội diễn Ca múa nhạc Toàn quốc lần I tại Hà Nội.[5]
- Năm 1981: Giải thưởng Đặc biệt tại cuộc thi nhạc nhẹ Quốc tế Bratislavski (Tiệp Khắc).[5]
- Năm 1984: Giải thưởng Nghệ sĩ ấn tượng nhất tại Gala Festival Habana (Cuba).[5]
- Huân chương Kháng chiến hạng Nhất.[5]
- Huân chương Kháng chiến chống Mỹ cứu nước hạng Nhất.[5]

### Danh hiệu
- Nghệ sĩ ưu tú (1984).
- Nghệ sĩ nhân dân (2019).[6]

## Đời tư
Tô Lan Phương kết hôn với nghệ sĩ violin Trần Mùi - một người đồng nghiệp, chiến sĩ đã đồng hành cùng bà trong Đoàn Văn công Giải phóng. Hiện vợ chồng bà sinh sống tại Thành phố Hồ Chí Minh.